# Anna Maria D'Abundo
L'Anna Maria D'Abundo è stato un traghetto, appartenuto alla compagnia di navigazione italiana Medmar dal 2003 al 2007.

## Servizio
Varato il 24 maggio 1971 nel cantiere navale Taguma Zosen di Innoshima con il nome di Hayabusa No 1, viene consegnato il 9 ottobre successivo alla giapponese Koshien Kosoku Ferry KK.
Nel 1976 viene venduto alla Epirus Lines e, ribattezzato Epirus 3, viene trasferito in cantiere a Perama, dove viene sottoposto ad intensi lavori di ristrutturazione.
Nello stesso anno prende servizio nei collegamenti tra Bari e Patrasso.
Nel 1982 viene disarmato a Perama e messo in vendita.
Nei primi mesi del 1985 viene venduto alla neonata Fast Ferries e, ribattezzato Corsica Mira, prende servizio ad aprile nei collegamenti tra Genova e Bastia.
Il 30 agosto 1985, a causa della troppa concorrenza sulla linea della già presente Corsica Ferries, viene disarmato a Genova.
Nel gennaio del 1987 viene venduto alla Libera Navigazione Lauro e, ribattezzato Anna Maria Lauro, prende servizio nello stesso mese nei nuovi collegamenti tra Pozzuoli, Palau e Porto Vecchio.
Nel 1991 viene trasferito nei collegamenti tra Tunisi e Trapani.
Nel 1995 viene trasferito alla Linee Lauro e prende servizio nei collegamenti tra Otranto e Valona.
Nel marzo del 1999 viene trasferito sulla Brindisi-Valona.
Nel 2002 viene trasferito alla Traghetti Pozzuoli e prende servizio nei collegamenti tra Ischia e Pozzuoli.
Nel 2003 viene ribattezzato Anna Maria D'Abundo e monta la livrea Medmar.
Il 20 luglio 2007 ne viene annunciata la cessione per demolizione ed il 29 agosto giunge ad Aliağa, dove viene spiaggato.